# ریچارد ویلسون (کارگردان)
ریچارد ویلسون (به زبان انگلیسی: Richard Wilson، زادهٔ؛ ۲۵ دسامبر ۱۹۱۵ – درگذشتهٔ؛ ۲۱ اوت ۱۹۹۱) کارگردان، بازیگر، نویسنده و تهیه‌کنندهٔ آمریکایی بود. او همکاری نزدیکی با اورسون ولز و تئاتر عطارد داشت. وی بین سال‌های ۱۹۳۷ تا ۱۹۹۱ میلادی فعالیت می‌کرد.
از فیلم‌هایی که وی در آن‌ها نقش داشته‌است می‌توان به سوی دیگر باد (بازیگر)، آل کاپون (کارگردان) و دعوت از یک تیرانداز (کارگردان، تهیه‌کننده) اشاره کرد.